# بابک رافعی
بابک رافعی (زادهٔ ۱۹۶۹)، کارگردان، انیماتور و طراح هنری ایرانی شخصیت بازی‌های ویدئویی است. او مدیرعامل استودیوی بازی سازی Big Red Button Entertainment است که آن را در سال ۲۰۰۹ با جف لندر بنیانگذاری کرد. از بازی‌های که او در آن حضور داشته، می‌توان به کراش باندیکوت ۱، ۲ و ۳، و سه گانه جک و دکستر، سونیک بوم: ظهور لیریک اشاره کرد.